# Василије Бакић
Василије Бакић (Београд, 24. маја 2000) српски је фудбалер који тренутно наступа за Колубару.

## Каријера
Василије Бакић је тренирао у млађим категоријама БСК Борче, одакле је 2015. прешао у редове Чукаричког. Први професионални уговор са клубом, у трајању од четири и по године, потписао је почетком 2019. У протоколу Суперлиге Србије, по први пут се нашао на гостовању Радничком у Нишу на утакмици 22. кола за такмичарску 2018/19. Током лета исте године прешао је у Вождовац, у чијем је саставу остао до краја наредне сезоне. Након тога је каријеру наставио у екипи Инђије, у чијој се постави усталио током сезоне 2020/21, као један од бонус играча. Први погодак у професионалној каријери постигао је у 6. колу Суперлиге Србије, против Јавора, крајем августа 2020. После испадања Инђије, Бакић је лета 2021. прешао у редове новог суперлигаша, Колубаре из Лазаревца.

## Репрезентација
Бакић је за кадетску репрезентацију Србије дебитовао крајем јула 2016. године, на пријатељском сусрету са вршњацима Казахстана. Селектор Илија Столица уврстио га је исте године и на списак фудбалере за квалификационе утакмице те генерације. У мају 2022. године добио је позив у састав младе репрезентације.

## Статистика

### Клупска
Ажурирано 20. маја 2022.
|           |          |                  |    |   |   |   |   |   |    |   |    |   |  |  |
| Чукарички | 2018/19. | Суперлига Србије | 0  | 0 | — | — | — | — | —  | — | 0  | 0 |  |  |
|           |          |                  |    |   |   |   |   |   |    |   |    |   |  |  |
| Вождовац  | 2019/20. | Суперлига Србије | 3  | 0 | 1 | 0 | — | — | —  | — | 4  | 0 |  |  |
|           |          |                  |    |   |   |   |   |   |    |   |    |   |  |  |
| Инђија    | 2020/21. | Суперлига Србије | 25 | 1 | 1 | 0 | — | — | —  | — | 26 | 1 |  |  |
|           |          |                  |    |   |   |   |   |   |    |   |    |   |  |  |
| Колубара  | 2021/22. | Суперлига Србије | 24 | 3 | 2 | 0 | — | — | —  | — | 26 | 3 |  |  |
| Колубара  | 2022/23. | Суперлига Србије | 19 | 0 | 1 | 0 | — | — | —  | — | 20 | 0 |  |  |
| Колубара  | Укупно   | Укупно           | 43 | 3 | 3 | 0 | — | — | —  | — | 46 | 3 |  |  |
|           |          |                  |    |   |   |   |   |   |    |   |    |   |  |  |
| Каријера  | 71       | 4                | 5  | 0 | — | — | — | — | 76 | 4 |    |   |  |  |
|           |          |                  |    |   |   |   |   |   |    |   |    |   |  |  |

### Утакмице у дресу репрезентације
| Репрезентација Србије у узрасту до 17 година старости | Репрезентација Србије у узрасту до 17 година старости | Репрезентација Србије у узрасту до 17 година старости | Репрезентација Србије у узрасту до 17 година старости | Репрезентација Србије у узрасту до 17 година старости | Репрезентација Србије у узрасту до 17 година старости | Репрезентација Србије у узрасту до 17 година старости | Репрезентација Србије у узрасту до 17 година старости | Репрезентација Србије у узрасту до 17 година старости | Репрезентација Србије у узрасту до 17 година старости |
| #                                                     | Датум                                                 | Такмичење                                             | Локација                                              | Домаћин                                               | Резултат                                              | Гост                                                  | Мин.                                                  | Гол                                                   | Реф.                                                  |
| ----------------------------------------------------- | ----------------------------------------------------- | ----------------------------------------------------- | ----------------------------------------------------- | ----------------------------------------------------- | ----------------------------------------------------- | ----------------------------------------------------- | ----------------------------------------------------- | ----------------------------------------------------- | ----------------------------------------------------- |
| 1                                                     | 26. јул 2016.                                         | Пријатељска утакмица                                  | Кућа фудбала, Стара Пазова                            | Србија                                                | 0 : 2                                                 | Казахстан                                             | 40                                                    | 0                                                     | [ 16 ]                                                |
| 40                                                    | Укупан број утакмица и постигнутих погодака           | Укупан број утакмица и постигнутих погодака           | Укупан број утакмица и постигнутих погодака           | Укупан број утакмица и постигнутих погодака           | Укупан број утакмица и постигнутих погодака           | Укупан број утакмица и постигнутих погодака           | Укупан број утакмица и постигнутих погодака           | 0                                                     |                                                       |